# Jackass: 2.5
Jackass 2.5 är en Jackass-film utgiven 2007 som visar inte bara stunts, utan också medlemmarnas kommentarer om sitt liv som en "Jackass". Man kan säga att det är en extramaterial film från Jackass: Number Two där Preston Lacy gör för första gången lite stunt som folk uppskattar väldigt mycket.

## Medverkande
- Johnny Knoxville
- Bam Margera
- Ryan Dunn
- Chris Pontius
- Steve-O
- Dave England
- Jason "Wee-Man" Acuña
- Preston Lacy
- Ehren McGhehey